# マツサカ
株式会社マツサカ（英文社名：Matsusaka Co.,Ltd.）は、かつて岡山県倉敷市に本社を置いていたスーパーマーケットチェーンである。シジシージャパン加盟企業の一つ。

## 概要
坂田忠衛が県南部でいち早くセルフサービスの食品スーパーを展開していた主婦の店で経営ノウハウを学んだのち、1966年に独立し、倉敷市内に食品スーパーを開業。社名の「マツサカ」は坂田の「サカ」と忠衛の妻の旧姓である松尾の「マツ」から名付けた。
2018年（平成30年）5月1日に大黒天物産株式会社へ事業譲渡を行った。と、同時に株式会社マツサカからマツサカ株式会社に社名変更。
2025年現在は会社が存在しない模様。

## 沿革
以下の沿革は公式サイトより
- 1966年（昭和41年）3月 : 創業。
- 1969年（昭和44年）4月 : プラザ富井店オープン。
- 1971年（昭和46年）5月 :プラザ船穂店オープン。
- 1975年（昭和50年）7月 : 真備プラザオープン。
- 1978年（昭和53年）7月 : 新倉敷プラザオープン。
- 1981年（昭和56年）6月 : 矢掛プラザオープン。
- 1988年（昭和63年）10月 : プラザ総社店オープン。
- 1989年（平成元年）2月 : プラザ金光店オープン。
- 1989年（平成元年）6月 : 倉敷市西中新田に物流センターを稼動開始。
- 1989年（平成元年）11月 : 倉敷市連島町に有限会社元氣一を設立。
- 1993年（平成 5年）7月 : 天城マイン店オープン。
- 1997年（平成 9年）10月 : チョッパーズ岡南店オープン。
- 1998年（平成10年）8月 : 天城マイン店をチョッパーズにリニューアルオープン。
- 1999年（平成11年）4月 : プラザ総社店リニューアルオープン。
- 1999年（平成11年）6月 : プラザ富井店をフードランドにリニューアルオープン。
- 2000年（平成12年）4月 : チョッパーズ新福店オープン。
- 2004年（平成16年）11月 : プラザ新倉敷店を業務用食品スーパー新倉敷店へリニューアルオープン。
- 2006年（平成18年）7月 : 新物流加工センター移転オープン - 元氣一大阪へ出店。
- 2008年（平成20年）4月 : 本部を物流センターに統合移転。
- 2008年（平成20年）5月 : プラザ久代店オープン。
- 2008年（平成20年）7月 : プラザ庄店オープン。
- 2018年（平成30年）3月：大黒天物産のグループ会社となり、 新たなスタートを切る
- 2018年（平成30年）7月 : 真備プラザ、平成30年7月豪雨の被害を受けて水没し、復旧せず閉店。
- 2019年（令和元年）5月：プラザ船穂店閉店。
- 2022年（令和 3年）10月：真備プラザ跡地にマツサカディオ真備店をオープン。

## 店舗

### プラザ
倉敷市
プラザ庄店 - 倉敷市下庄375-1
総社市
プラザ総社店 - 総社市中央3丁目11-114
プラザ久代店 - 総社市久代4900-1
小田郡矢掛町
矢掛プラザ店 - 小田郡矢掛町小林198

### チョッパーズ
倉敷市
チョッパーズ天城店 - 倉敷市藤戸町天城662
2023年1月31日閉店

### 業務用食品スーパー
倉敷市
業務用食品スーパー新倉敷店 - 倉敷市新倉敷駅前1丁目103-3
2022/2/7 閉店

### 元気市場
大阪府大阪市西淀川区
元気市場西淀店 - 大阪市西淀川区歌島2丁目2-12（株式会社元氣一）

### かつて存在した店舗
倉敷市
フードランド富井店 - 倉敷市上富井522-74
真備プラザ店 - 倉敷市真備町箭田866-3
真備ショッピングプラザ西口店
チョッパーズ郷内店 - 倉敷市林808
プラザ船穂店 - 倉敷市船穂町船穂2726-6
プラザ平田店 - 倉敷市平田288-4
新倉敷プラザ - 倉敷市玉島爪崎字西3-373
中島店
西阿知店
連島店
江長店
水島店
老松店 - 倉敷市老松町5－570、売場面積468㎡。
岡山市
チョッパーズ岡南店 - 岡山市南区築港新町1-13-23
チョッパーズ新福店 - 岡山市南区新福2-957
プラザ中野店 - 岡山市北区上中野　両備ストアー跡地に出店した。その後にアイ・カフェ岡山本店（国内第一番目の店）になり、アイ・カフェが近所に移転したら建物が解体されて、土地所有者が大東建託のアパートを建て、空いている残りの土地を月極駐車場にしている。
プラザ妹尾店 - 岡山市妹尾2627-2
福島店
中仙道店 - 岡山市中仙道249－1、1979年12月3日開店、中仙道ボウル1階に入居。売場面積約470㎡。マツサカ14番目の店舗。
浅口市
業務用食品スーパー金光店 - 浅口市金光町占見新田285-1